# Candín (kommun)
Candín är en kommun i Spanien.   Den ligger i provinsen Provincia de León och regionen Kastilien och Leon, i den nordvästra delen av landet, 400 km nordväst om huvudstaden Madrid. Antalet invånare är 333. Arean är 141 kvadratkilometer. Candín gränsar till Peranzanes, Fabero, Vega de Espinareda, Cervantes, Navia de Suarna och Ibias. 
Terrängen i Candín är huvudsakligen kuperad, men norrut är den bergig.